# لیماتولا
لیماتولا (به ایتالیایی: Limatola) یک کومونه در ایتالیا است که در استان بنونتو واقع شده‌است.

## خصوصیات
لیماتولا ۱۸٫۲ کیلومترمربع مساحت و ۳٬۷۲۵ نفر جمعیت دارد.